# Mezőszentmargita
Mezőszentmargita (románul: Sânmărghita) falu Romániában, Maros megyében.

## Története
1335-ben említik először Zentmargita néven.
Kerelőszentpál község része. A trianoni békeszerződésig Kis-Küküllő vármegye Radnóti járásához tartozott.

## Népessége
2002-ben 239 lakosa volt, ebből 205 román, 26 cigány és 8 magyar nemzetiségű.

## Vallások
A falu lakói közül 230-an ortodox, 7-en református hitűek és 1-1 fő római katolikus, illetve görögkatolikus.